# Kantenahalli Kaval, Arkalgud
Kantenahalli Kaval là một làng thuộc tehsil Arkalgud, huyện Hassan, bang Karnataka, Ấn Độ.